# Michel-Barthélemy Hazon
Pour les articles homonymes, voir Hazon.
Michel-Barthélemy Hazon est un architecte français né à Paris en 1722 et mort à Gisors en 1818. 
Issu de familles de bourgeoisie parisienne et normande, lauréat du second prix au concours de 1745, il obtint par la protection de Madame de Pompadour le brevet de pensionnaire du Roi et fit le voyage d'Italie. 
De retour en France, il fit l'essentiel de sa carrière dans l'administration des Bâtiments du Roi, d'abord comme contrôleur particulier de l'École militaire puis comme contrôleur général du château de Choisy et entra en 1755 à l'Académie royale d'architecture. 
Il fut nommé en octobre 1749 intendant et ordonnateur des Bâtiments, Jardins, Arts et Manufactures puis, après la réforme de la maison du Roi de 1778, il devint intendant général des Bâtiments de pair avec Richard Mique et Jacques-Germain Soufflot.

## Biographie
Issu d'une famille de bourgeoisie parisienne, fils de Michel Jean-Baptiste Hazon (1686-1770), doyen des conseillers au Châtelet de Paris, et de Charlotte Le Couteulx (1696-1777), d'une famille de marchands et banquiers originaire de Normandie, Michel-Barthélemy Hazon fut d'abord destiné au barreau et devint avocat au Parlement de Paris avant d'étudier l'architecture à l'École des arts de Blondel, au moment où Rogeau y enseignait les mathématiques. 
Inscrit à l'Académie royale d'architecture sous le patronage de Germain Boffrand, il y suivit le cours de Denis Jossenay. En 1745, il obtint le second prix, décerné au titre de l'année précédente, au concours du Prix de Rome avec pour sujet « un phare placé sur un rocher avec trois ordres d'architectures et un fanal en haut », tandis que le premier prix allait à Petitot. Appuyé auprès du nouveau directeur général des Bâtiments du Roi, Le Normant de Tournehem (père biologique présumé de Madame de Pompadour), il obtint son brevet de pensionnaire du roi et tous deux purent partir pour l'Italie.

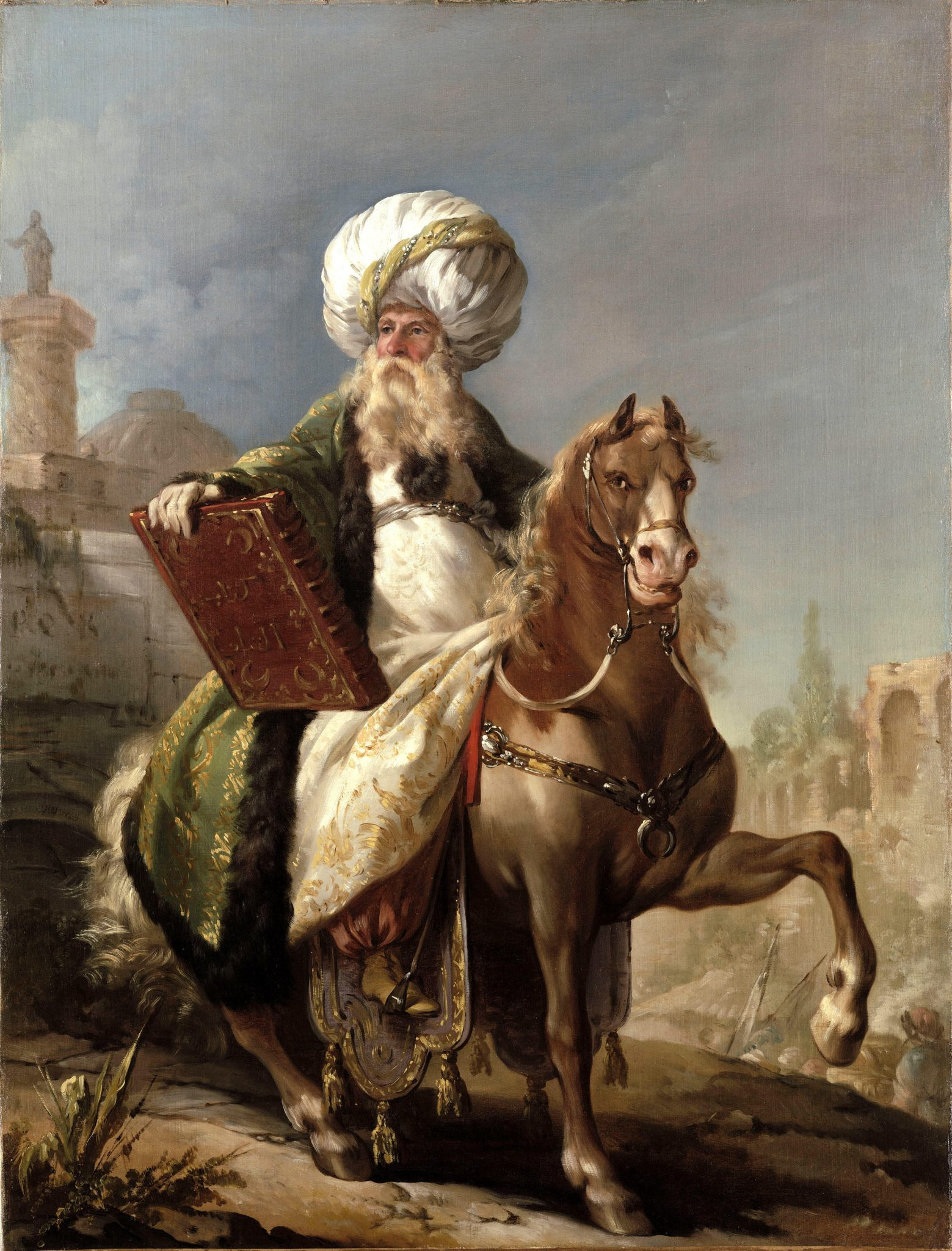
Portrait équestre de Michel-Barthélemy Hazon en costume de mufti turc, par Joseph-Marie Vien. Le costume fut porté par Hazon lors de sa participation à la mascarade La caravane du sultan à la Mecque organisée par les peintres pensionnaires de l'Académie de France à Rome lors du carnaval romain de 1748.

Il se mit en route le 24 mars 1746 pour arriver à Rome le 2 juin où « Hazon s'intéressa aux projets présentés annuellement par les élèves de l'Académie de Saint-Luc ; c'est ce que prouve son projet d'un Temple dédié à la Trinité, qui est composé dans la manière d'Antoine Derizet et de Filippo Juvarra (collection Silvestre de Sacy). 
À la fin de son séjour à Rome, Hazon grava lui-même le très bel Intérieur d'un palais avec vue sur la mer, la seule estampe que nous ayons de lui. »
Charles-Nicolas Cochin dans ses Lettres à un jeune artiste peintre, écrit : « Peu avant mon voyage de Rome, M. H***, pensionnaire, parce qu'il avait une manière de dessiner fort propre, excessivement coulante et plus agréable que savante, devint l'objet de l'imitation de tous les pensionnaires. »

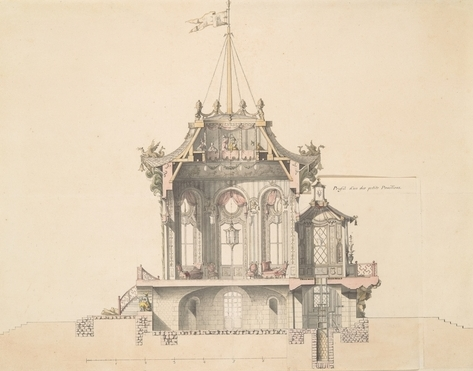
Projet de pavillon chinois pour le marquis de Marigny au château de Ménars.

Estimé par le duc de Nivernais, nommé ambassadeur de France à Rome en 1748 et toujours "bien vu" de   Madame de Pompadour, Hazon fut nommé en octobre 1749 intendant et ordonnateur des Bâtiments, Jardins, Arts et Manufactures en remplacement de Robert-Philippe de la Motte. Il entra en 1755 dans la première classe de l'Académie royale d'architecture et fut fait chevalier de l'ordre de Saint-Michel.

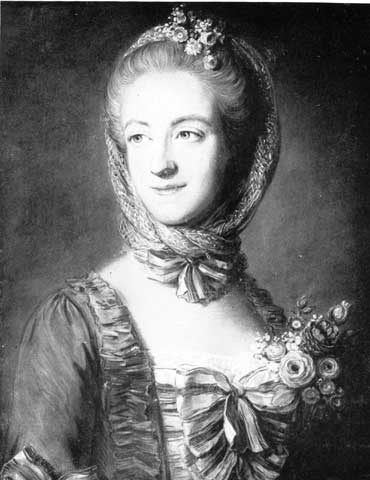
Mme Barthélémy-Michel Hazon, née Marie-Madeleine de Malinguehen.

Il épousa en 1755 Marie-Madeleine de Malinguehen de Brétizel (1731-1805), fille de René de Malinguehen, baron de Brétizel, conseiller du Roi, lieutenant général civil et criminel de Beauvais, et de Françoise de La Houssaye. Elle est la tante de Durand Borel de Brétizel. Ils eurent trois filles :
- Louise Praxède (1757-1817), qui épousa Eutrope de Cressac (1731-1807), banquier du Saint-Siège (d'où Eutrope-Barthélemy de Cressac) ;
- Nicole Charlotte (1760-1832), qui épousa en 1780 son cousin germain Charles Coquebert de Montbret (1755-1831) ;
- Françoise Louise (1761-1839).

Il seconda Gabriel et Lassurance sur le projet de l'Ermitage de Pompadour à Fontainebleau. Lors du premier concours pour la création de la place Louis-XV, il proposa de restructurer complètement le quartier de la rue de l'Université et sa proposition fut remarquée.
Jouissant de la confiance de Poisson de Vandières, marquis de Marigny, frère de sa protectrice la marquise de Pompadour et successeur de son oncle par alliance, Tournehem, à la direction générale des Bâtiments du Roi, Hazon fut chargé de diverses missions.
En février 1751, il fut nommé contrôleur particulier de l'École militaire avec autorité sur l'ensemble du personnel technique employé sur le chantier. Il fut ensuite contrôleur du château de Choisy où il déploya une grande activité et dont il a laissé une description . « C'est à Choisy qu'il reconnut les aptitudes du jeune Jacques Gondouin et le recommanda comme son élève à l'Académie. »
Après la réforme de la maison du Roi de 1778, Hazon fut intendant général des Bâtiments de pair avec Richard Mique et Jacques-Germain Soufflot. 
Il fut lié avec Brongniart dont le fils Alexandre avait épousé sa petite-fille, Cécile Coquebert de Montbret, et c'est peut-être lui qui l'introduisit comme architecte de l'École militaire après Boullée en décembre 1782; à la même époque, l'amitié du chimiste Fourcroy le rapprocha de Charles De Wailly.
Dans sa vieillesse, il se retira dans sa propriété de Cantiers près des Andelys où il installa dans son parc un grand jeu de l'oie avec toutes ses stations telles que le puits, l'hôtellerie, la barrière, le pont cassé, etc. ; de grands panneaux peints qu'on accrochait aux arbres représentaient les oies blanches ou noires avec de charmantes têtes de femmes coiffées à la mode du temps. Les dés qui étaient de gros cubes de bois de 18 à 20 cm existaient encore en 1869 ainsi que quelques toiles peintes. 
Il projeta également de transformer une partie de ce jardin irrégulier en un "bosquet religieux" doté d'un pyramide verte destinée à servir de sépulture à lui et à son épouse, dessein qu'il fit ensuite évoluer en une sorte de cimetière communautaire doté d'une catacombe extensible pour ses parents et amis, dont son ami de jeunesse le peintre-pastelliste  Guillaume Voiriot (1713-1799); les dessins en ont été conservés. 
Il publia, sous le couvert de l'anonymat, un guide architectural de Paris; le 24 mars 1808, avec son arrière-arrière-petit-fils Adolphe Brongniart, il scella la première pierre du Palais de la Bourse, également appelé « Palais Brongniart ».

## Réalisations et principaux projets

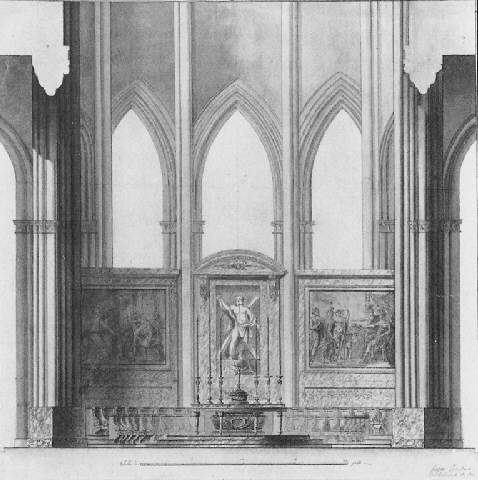
Projet de décoration pour le chœur d'une église.

La bibliothèque de Rouen conserve un fonds important de manuscrits et de plans provenant de Hazon. « Hazon s'occupa de plusieurs maisons royales et des relais de chasse, notamment en forêt de Sénart ; dans ce secteur, il dut contrôler les travaux de son confrère Baccarit, architecte de la Vénerie. Ces documents concernent donc Bellevue, Meudon, le pavillon de Verrières, le château de Montgeron, Puiseux, les jardins de Saint-Leu-Taverny. Parmi d'autres affaires, certains papiers ont trait au couvent des Dames de la Foi à Libourne et à la maison de Me Hazon, notaire, rue du Grenier-Saint-Lazare. La collection De Sacy conserve aussi un projet pour la décoration du chœur de Saint-André de Bordeaux ».
En 1768, le marquis de Marigny qui, quatre ans auparavant, avait hérité de sa sœur le domaine de Ménars, lui demanda confidentiellement – parallèlement à plusieurs de ses collègues parmi lesquels Charles De Wailly et Nicolas Marie Potain – des dessins pour un belvédère chinois pour le lieu-dit Rond-de-Cour dans les jardins du château de Menars.

## Sources
- Michel Gallet, Les Architectes parisiens du XVIIIe siècle : Dictionnaire biographique et critique, Paris, Éditions Mengès, 1995, 494 p. (ISBN 978-2-85620-370-5), p. 260-261
- Louis de Launay, Une grande famille de savants. Les Brongniart, Paris, G. Rapilly et fils, 1940, 208 p. (lire en ligne), chap. X (« Ascendants maternels. La branche Coquebert de Montbret et Hazon. La vie à l'École de Rome en 1746 »)